# 达维德·格莱舍尔
达维德·格莱舍尔（德語：David Gleirscher，1994年7月23日—），奥地利男子雪橇运动员。他曾代表奥地利参加2018年和2022年冬季奥林匹克运动会雪橇比赛，获得一枚金牌和一枚铜牌。